# سیارک ۱۱۲۳۹
سیارک ۱۱۲۳۹ (به انگلیسی: 11239 Marcgraf، نامگذاری:4141P-L) یازده هزار و دویست و سی و نهمین سیارک کشف شده‌است که در ۲۴ سپتامبر ۱۹۶۰ کشف شد.